# Himertosoma pauliani
Himertosoma pauliani là một loài tò vò trong họ Ichneumonidae.